# Urgences (film, 1988)
Pour les articles homonymes, voir Urgence (homonymie).
Pour plus de détails, voir Fiche technique et Distribution.
Urgences est un documentaire français de Raymond Depardon sorti en 1988 tourné aux urgences psychiatriques de l'Hôtel-Dieu de Paris. Huit ans après avoir filmé l'asile psychiatrique de San Clemente en Italie. Depardon filme dans Urgences, lors de moments de crises, un tout autre visage de la folie, plus brutale, extravertie.

## Synopsis
Raymond Depardon filme au plus près de la souffrance, des patients des Urgences psychiatriques de l'Hôtel-Dieu à Paris. Schizophrènes, alcooliques, paranoïaques, suicidaires, dépressifs, mythomane, la caméra de Depardon explore toutes les facettes de la folie.

## Fiche technique
- Réalisation : Raymond Depardon
- Production : Claudine Nougaret
- Montage : Roger Ikhlef
- Photographie : Raymond Depardon
- Son : Claudine Nougaret
- Sociétés de production : TF1 Films Production, Double D Copyright Films et CNC
- Format : Couleur
- Pays de production :  France
- Langue : français
- Date de sortie :
  - France : 24 janvier 1988[2]